# Heinrich Gotthold Dietel
Heinrich Gotthold Dietel (* 15. März 1839 in Greiz; † 24. Juni 1911 in Sosnowitz, Russisches Reich) war ein Unternehmer der Textilindustrie. Sein wirtschaftliches und soziales Engagement trug wesentlich zur Stadtentwicklung von Sosnowitz bei, das 1902 die Stadtrechte erhielt.

## Leben

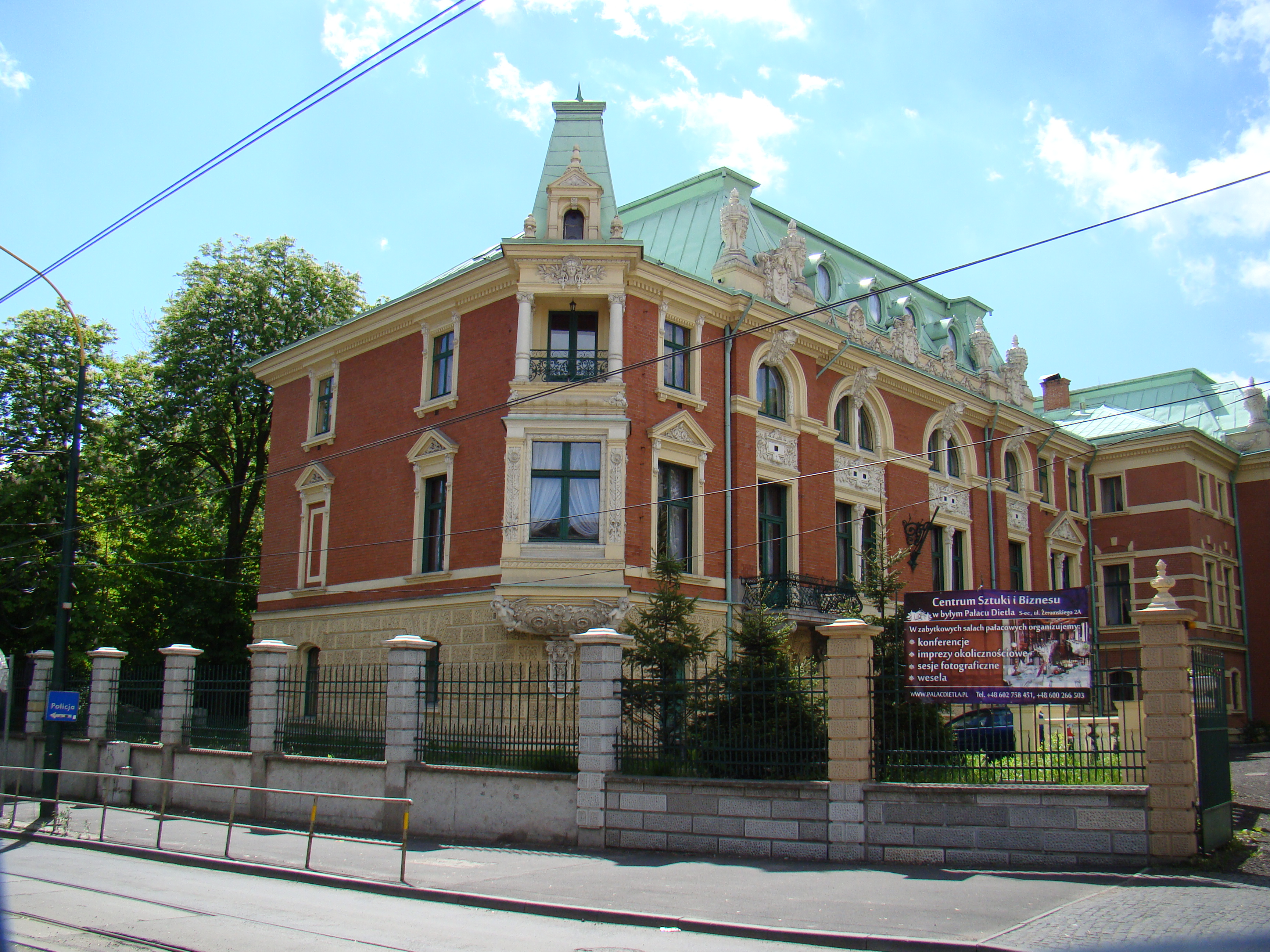
Palais Dietel in Sosnowitz

Heinrich Gotthold Dietel war ein Sohn von Heinrich Gottlob Dietel, einem Unternehmer aus Zwickau, und dessen Ehefrau Johanne Wilhelmine Dietel geb. Merbold. Dietel studierte an der Polytechnischen Schule Dresden sowie in den Vereinigten Staaten, wo er unter anderem die Technik der industriellen Produktion von Wolle sowie den Vertrieb kennenlernte. Zusammen mit seinem Vater und seinen Brüdern betrieb er eine Fabrik in Wilkau in Sachsen. Außerdem betätigte er sich in Niederlassungen im österreichischen Böhmen und in Württemberg. Am 11. Juni 1878 heiratete er in Leipzig Clara Julie Jacob, mit der er fünf Söhne hatte: Heinrich Georg, Boris, Alfrid, Roman und (Waldemar) Gottlob.
Dietel ging 1878 nach Pogoń (heute ein Stadtteil von Sosnowiec), wo er die erste Kammgarn-Spinnerei im damals russisch verwalteten Polen und darüber hinaus im ganzen Russischen Reich aufbaute. Sie beschäftigte nach einer Erweiterung im Jahr 1890 rund 2000 Mitarbeiter. Die Kammgarnspinnerei zog Ingenieure und Arbeiter, darunter etliche aus dem Deutschen Reich, in das damalige russische Dorf, für deren Bedürfnisse sich Dietel verantwortlich fühlte. Nahe an der Bahnstrecke Warschau-Wien entstand eine Fabrik-, Wohn- und Gartenanlage.
Heinrich Gotthold Dietel starb in Sosnowitz, wo er in einem Mausoleum auf dem evangelischen Friedhof bestattet wurde.

## Engagement in Sosnowitz / Sosnowiec

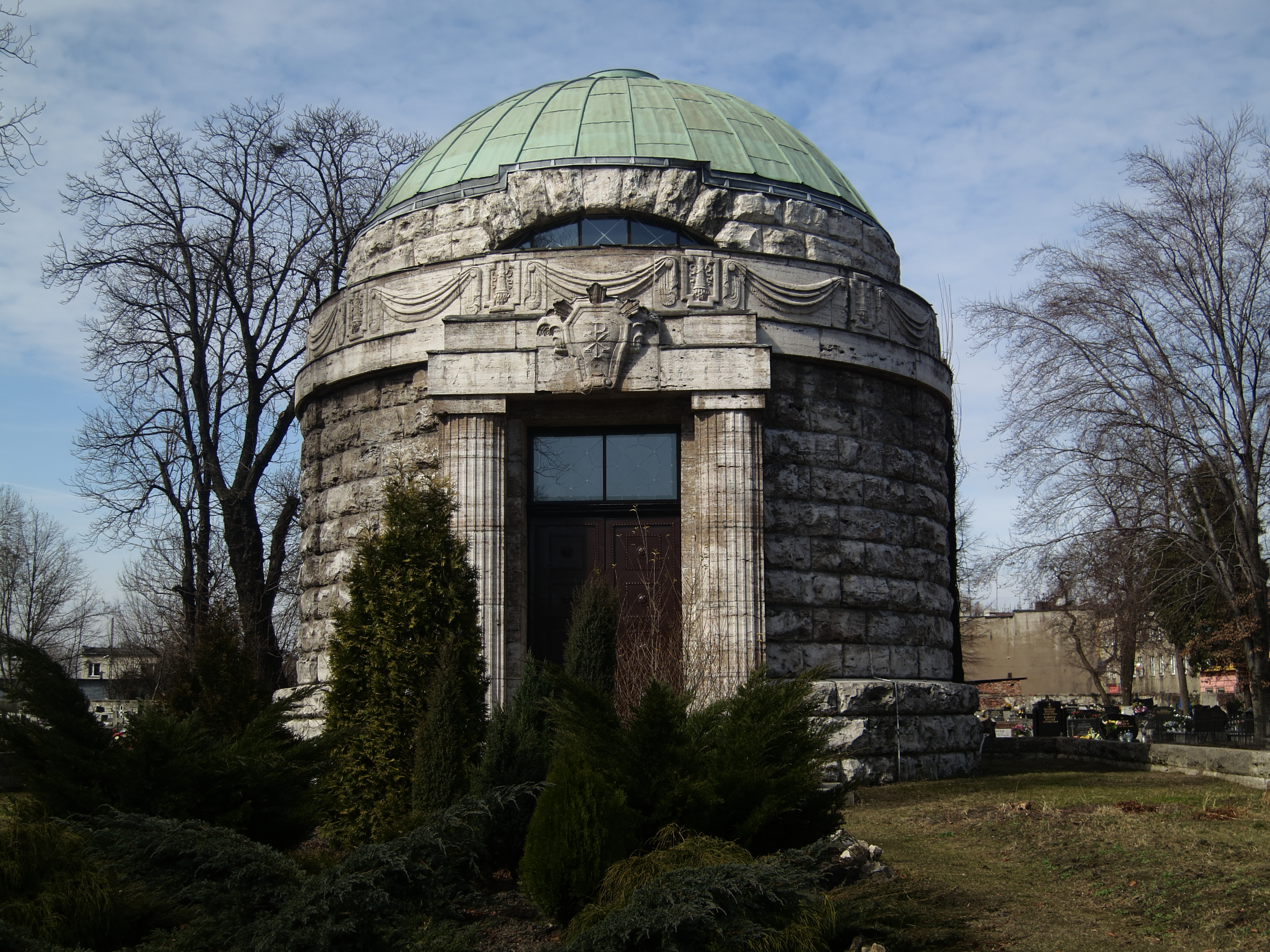
Mausoleum Dietel

Dietel gilt als eine der größten Persönlichkeiten der heutigen Stadt Sosnowiec, deren Entwicklung mit seinem Engagement untrennbar verbunden ist. Religionsübergreifend war er Initiator bzw. Förderer mehrerer Kirchbauten, darunter (infolge evangelischer Zuwanderer aus Sachsen und Thüringen) der Evangelischen Kirche Sosnowiec (1880). 1886 stiftete er die evangelische Kirche in Pogoń. 1901 beteiligte er sich am Bau der russisch-orthodoxen Kirche St. Nicolas, die 1938 aus politischen Gründen abgerissen wurde. 1894 rief er die Realschule ins Leben. Er stiftete ihr ein prächtiges Gebäude (1895/1898), das er mit Lehrmitteln ausstattete und deren Lehrer er anfänglich auch bezahlte.
Unmittelbar neben dem Werksgelände ließ er sich zwischen 1890 und 1900 eine großzügige Villa im Stil eines neobarocken Schlosses mit Landschaftspark bauen, die noch heute seinen Namen tragen (Pałac Dietla – deutsch Palais Dietel – bzw. Park Dietla w Sosnowcu). Das Haus gehört heute zu den wertvollen Architekturdenkmälern jener Zeit in Polen. Um 1900 beauftragte Dietel den der deutschen Gartenstadt-Bewegung nahestehenden Gartenarchitekten Fritz Hanisch mit dem Entwurf eines Landschaftsparks, dessen Ausgestaltung (1901–1903) und Pflege dem ebenfalls nach Sosnowitz berufenen Landschaftsgärtner Ernst Robert Pietsch oblag. Der mit künstlichen Ruinen, Höhlen, See, felsiger Schlucht und antikem Tempel erschaffene Park stand auch der Öffentlichkeit zur Verfügung. Seine historisierenden Formen sind heute weithin zerstört.